# Noémi Pupp
Noémi Pupp (* 28. Juli 1998 in Paks) ist eine ungarische Kanutin.

## Karriere
Noémi Pupp gewann bei den Europameisterschaften 2018 in Belgrad mit Tamara Csipes im Zweier-Kajak auf der 1000-Meter-Distanz ihre erste internationale Medaille bei einer Großveranstaltung, als die beiden den dritten Platz erreichten und damit die Bronzemedaille gewannen. Ihren bis dato größten Einzelerfolg feierte Pupp bei den Europameisterschaften 2022 in München. Im Einer-Kajak wurde sie über 1000 Meter Europameisterin, sie schlug im Zielsprint Justyna Iskrzycka aus Polen um knapp drei Zehntelsekunden. Bei den Europaspielen 2023 vertrat sie Ungarn im Vierer-Kajak und verpasste mit Sára Fojt, Tamara Csipes und Alida Dóra Gazsó als Vierte knapp einen Medaillengewinn. Sie gewann allerdings ein Jahr darauf bei den Europameisterschaften 2024 in Szeged gleich zwei Titel: sowohl im Zweier-Kajak über 1000 Meter als auch mit dem Vierer-Kajak über 500 Meter sicherte sie sich jeweils die Goldmedaille. Ihre Partnerin im Zweier-Kajak war dabei Sára Fojt gewesen, die Besetzung des Vierer-Kajaks umfasste außer Pupp und Fojt noch Tamara Csipes und Alida Dóra Gazsó.
Bei den Olympischen Spielen 2024 in Paris gehörte Pupp zum ungarischen Aufgebot im Zweier- und Vierer-Kajak. Im Zweier-Kajak verpasste sie mit Sára Fojt als Dritte ihres Vorlaufs die direkte Halbfinalqualifikation, ein vierter Platz in ihrem Viertelfinallauf genügte anschließend zum Einzug ins Halbfinale. Auch ihren Halbfinallauf beendeten Pupp und Fojt auf Rang vier, womit sie ins A-Finale einzogen. Im Endlauf kam es nach einer Zeit von 1:39,46 Minuten zum Fotofinish mit Paulina Paszek und Jule Hake aus Deutschland, das mit einem geteilten dritten Platz für beide Boote endete. Pupp und Fojt gewannen somit wie Paszek und Hake die Bronzemedaille, hinter den in 1:37,28 Minuten siegreichen Neuseeländerinnen Lisa Carrington und Alicia Hoskin und dem mit 1:39,39 Minuten zweitplatzierten zweiten ungarischen Boot, das mit Tamara Csipes und Alida Dóra Gazsó besetzt war. Im Vierer-Kajak belegte Pupp mit Sára Fojt, Tamara Csipes und Alida Dóra Gazsó im Vorlauf Rang zwei, der die direkte Finalqualifikation bedeutete. Im Finallauf überquerten die Ungarinnen in 1:32,93 Minuten als Dritte die Ziellinie. Sie sicherten sich damit die Bronzemedaille hinter Neuseeland und Deutschland.
Ihre Schwester Réka Pupp ist Judoka und war ebenfalls Teilnehmerin der Olympischen Spiele 2024.